# Paul Busch (circense)
Paul Busch (Berlino, 1850 – Berlino, 1927) è stato un circense tedesco, e impresario di circo.

## Biografia
Fondatore dell'omonimo circo tedesco, Paul Busch fu un cavallerizzo d'alta scuola.
Ex militare,  ebbe il primo circo ambulante in Danimarca nel 1884, dopo di che costruì quattro circhi stabili: ad Amburgo (1891-1943), Berlino (1895-1934), Breslavia (1903-1945),e a Vienna.
In quello di Berlino, avente una capienza di oltre 4300 posti, realizzò sfarzose pantomime acquatiche, tra le quali Siberia (120 orsi bianchi), Dahomai (25 elefanti), oltre ad ospitare le vedette dell'epoca, da Harry Houdini ai Fratellini.
La scuderia allineava 123 cavalli,utilizzati nei suoi prestigiosi spettacoli equestri.
Nella sua attività ricevette la collaborazione della moglie Sidonia Neiss, già cavallerizza al circo Renz, e della figliastra Maria Doré.
Dopo la morte di Paul Busch l'attività fu continuata dalla figlia Paula (Odense 1894 - Berlino 1973), cavallerizza, attrice e autrice di pantomime e di scritti riguardanti l'ambiente circense.
I circhi Busch furono bombardati durante la seconda guerra mondiale, tra il 1943 e il 1945.
Paula Busch creò un circo itinerante. Nel 1965 il circo Busch si fuse con il Roland. Il circo Busch-Roland è tuttora attivo.
Secondo alcune fonti la figlia Paula ha venduto il nome Circo Busch ad Oscar Hoppe, nel 1934.
Il Circo Busch fondato da Paul non va confuso con il Circo Busch itinerante fondato da Jakob Busch (1879-1948) in Sassonia. Tra i due non c'è nessun grado di parentela.